# Tramway de Blackpool
Le tramway de Blackpool est un tramway circulant à Blackpool, au Royaume-Uni. Longue de 17,7 km, l'unique ligne dessert 37 stations.

## Historique
Ouvert en 1885, le réseau a subi de grands travaux de 2009 à 2012, permettant de remettre le réseau à niveau. Ce plan de 100 millions de livres anticipe l'extension du réseau et permet la mise en circulation de 16 nouvelles rames Bombardier Flexity 2. Depuis, les anciens tramways qui n'ont pas bénéficié d'une rénovation complète circulent uniquement pour des services touristiques, le week-end et l'été.

## Matériel roulant
| Modèle       | Image | Vitesse maximale (km/h) | Nombre | Années de construction                     |
| ------------ | ----- | ----------------------- | ------ | ------------------------------------------ |
| Flexity 2    |       | 70                      | 16     | 2011 - 2012                                |
| Boat Cars    |       | 70                      | 2      | 1934                                       |
| Balloon Cars |       | 70                      | 15     | 1934 (entièrement rénovés en 2011 et 2012) |

## Galerie de photographies

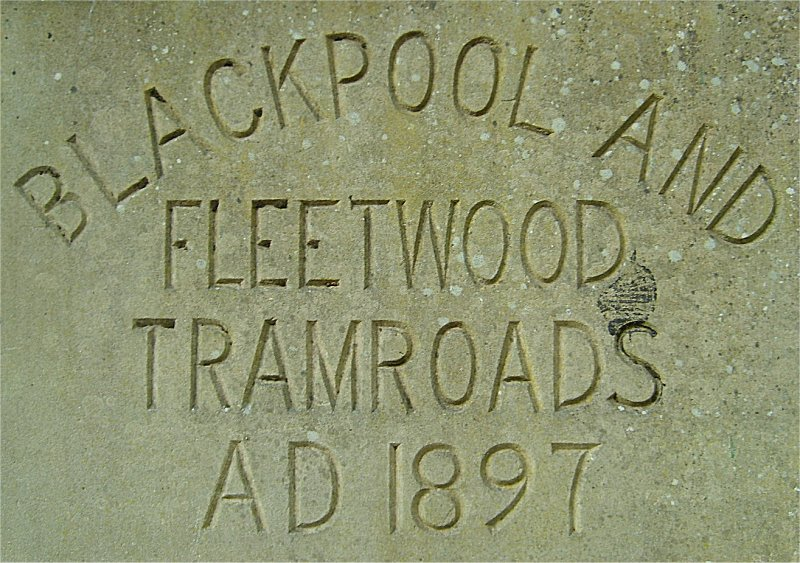
Gravure du dépôt de Bispham aujourd'hui à Crich
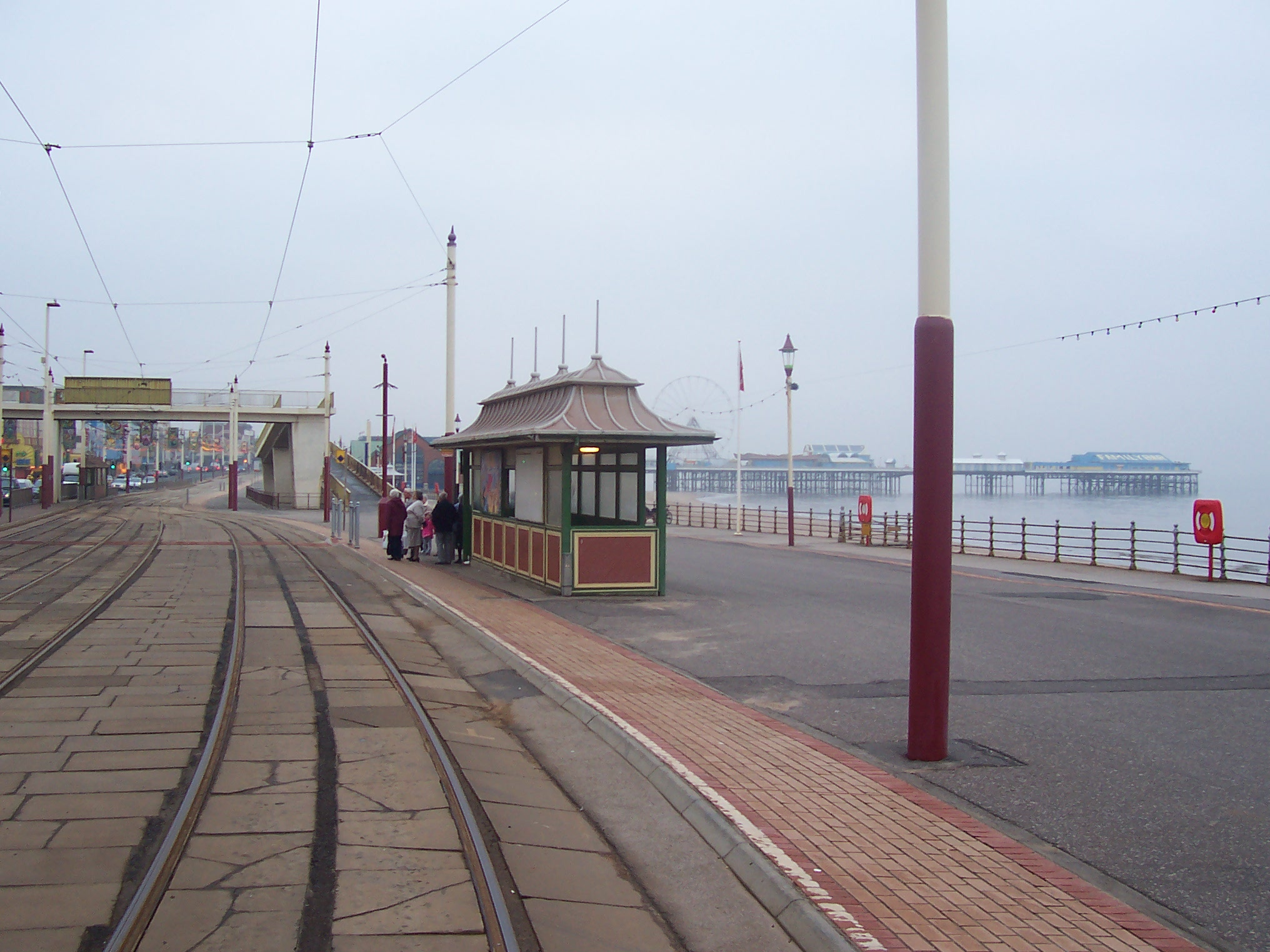
Un arrêt avant rénovation situé sur la promenade
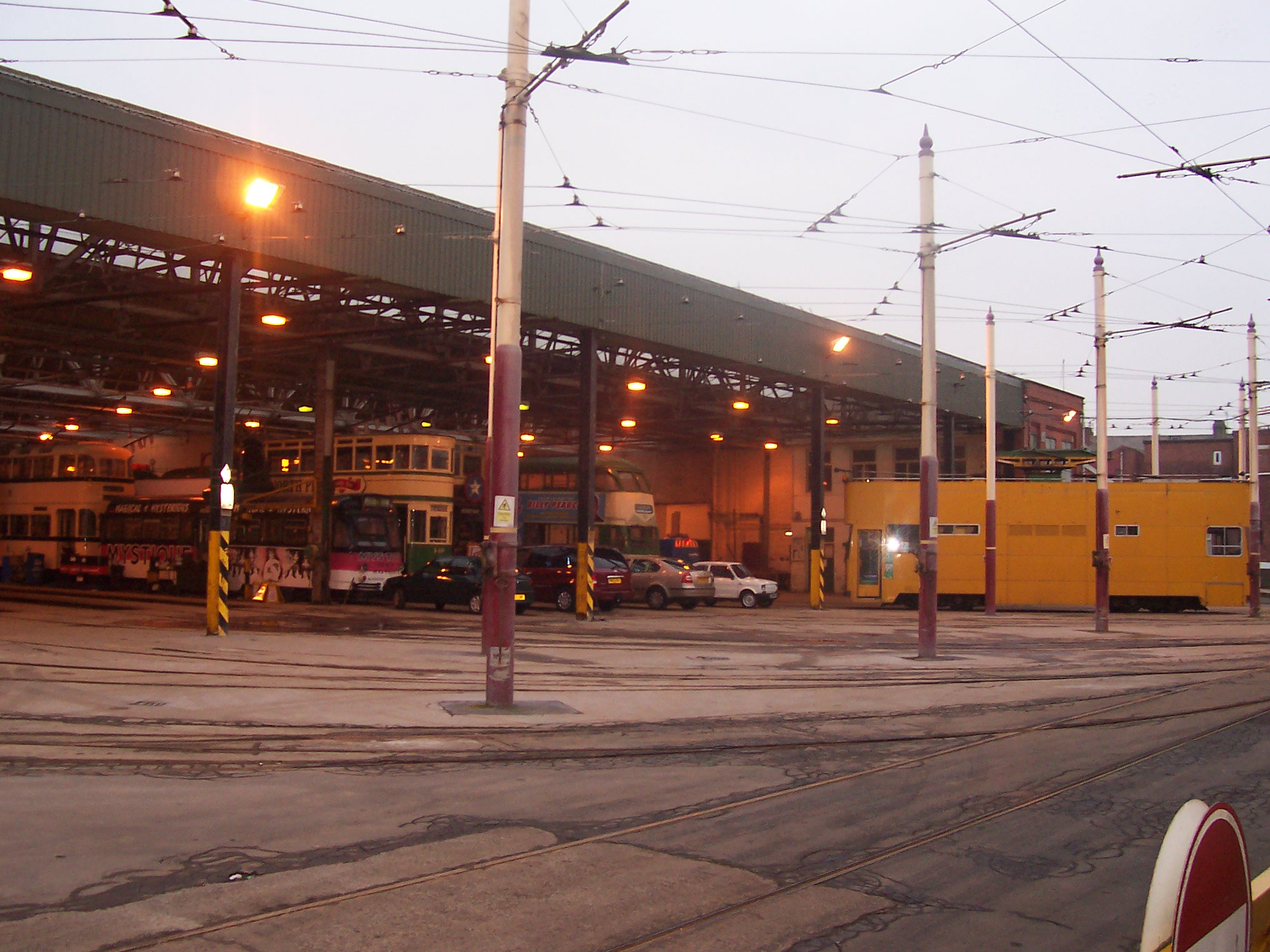
Dépôt de Rigby Road
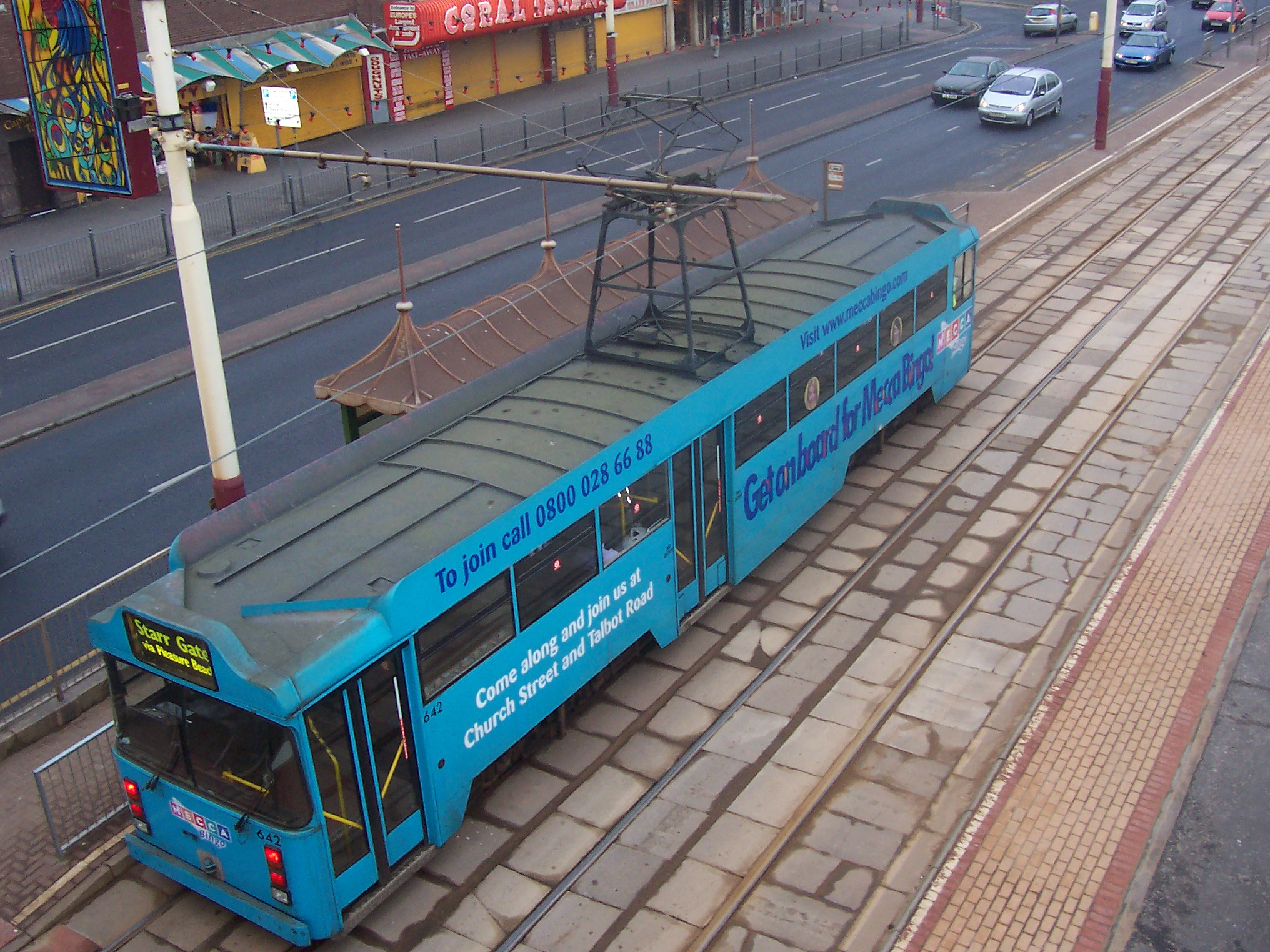
Tramway Centenary class
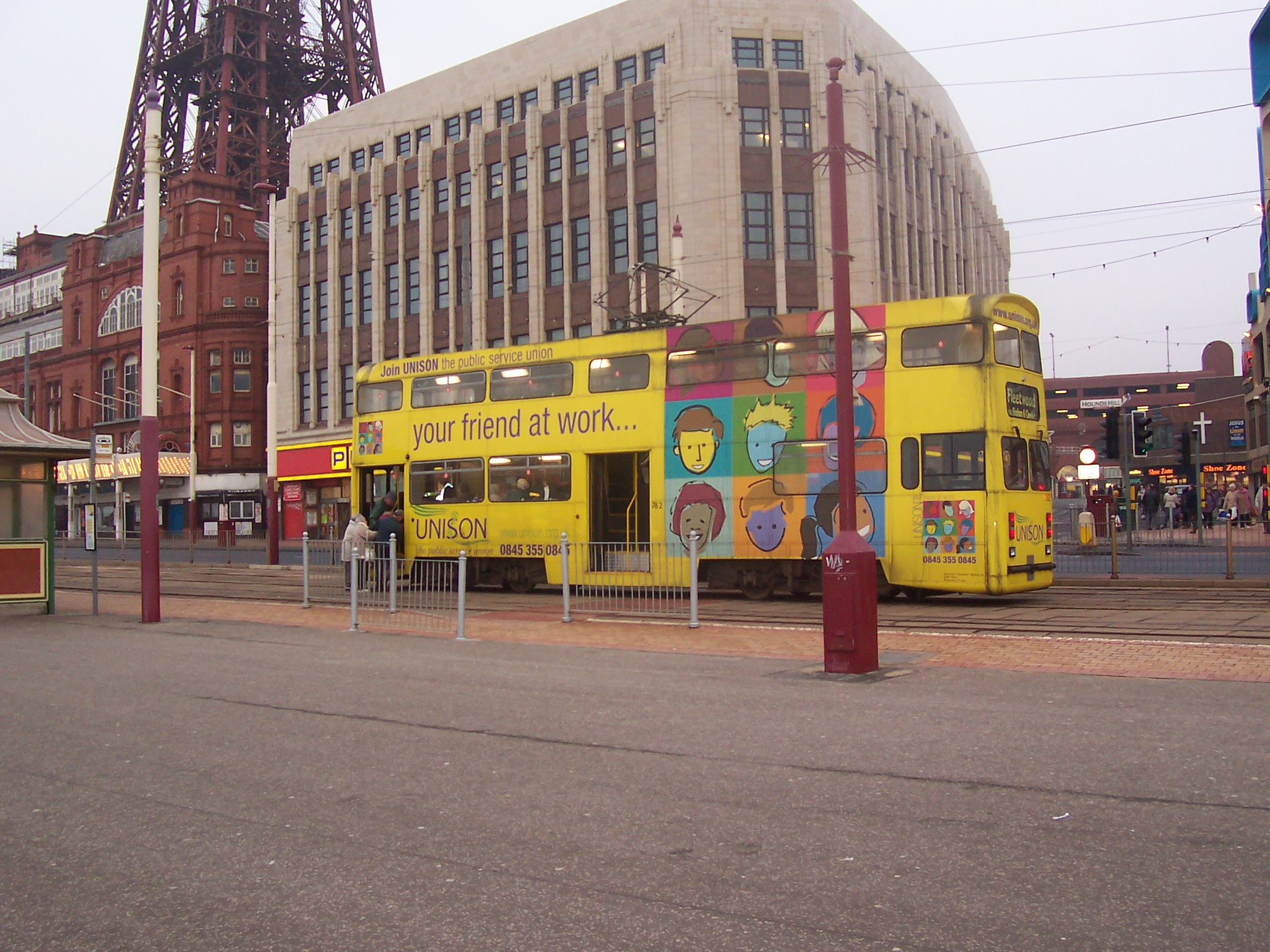
Tramway à deux étages Jubilee class
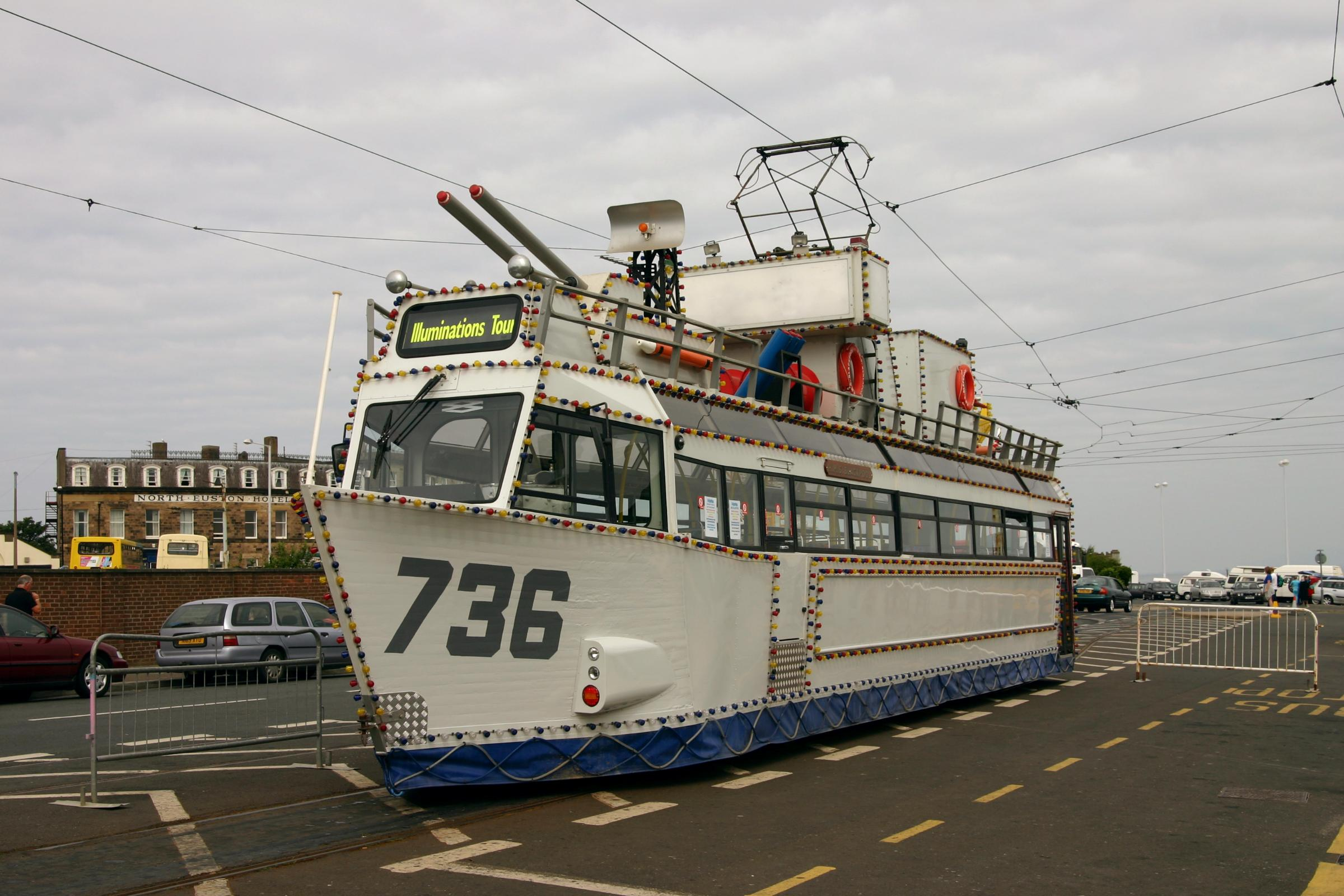
Tramway No 736 illuminé "HMS Blackpool" à Fleetwood
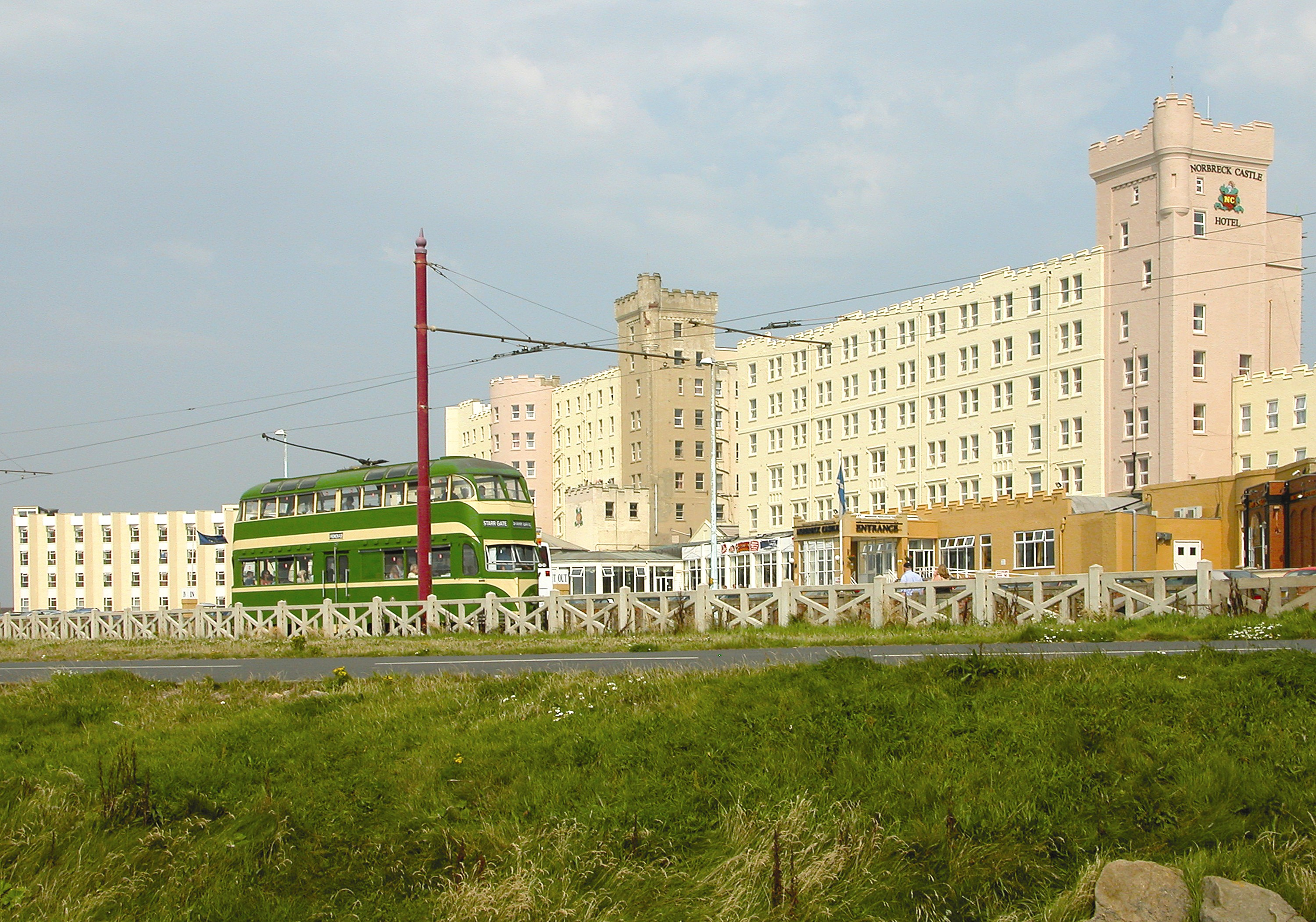
Balloon Car passant près du Norbreck Castle Hotel
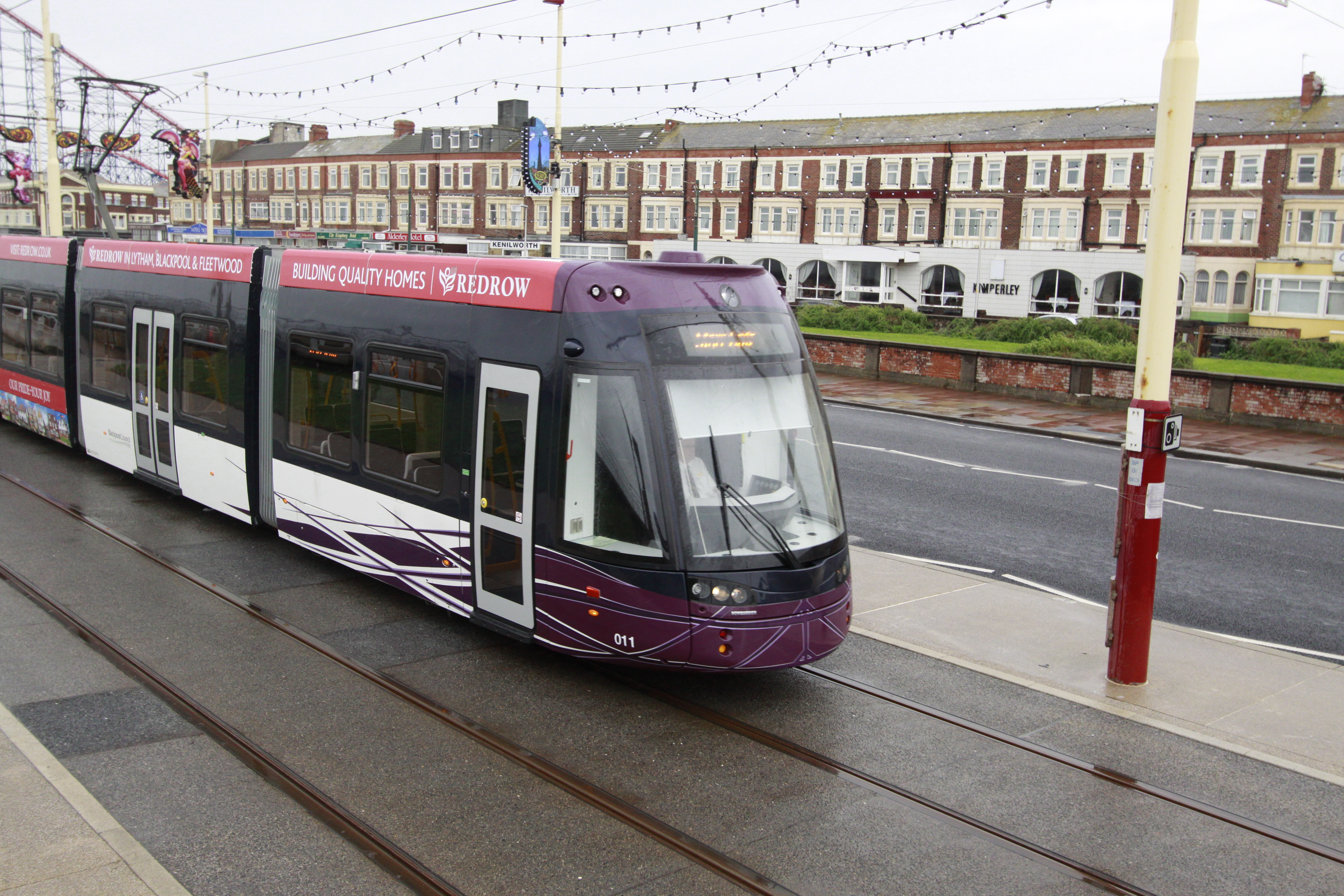
Flexity 2 No 011 à l'arrêt Burlington Road West